# Scarperia e San Piero
Scarperia e San Piero is een gemeente in de Italiaanse provincie Florence (regio Toscane) en telde op 1 januari 2018 12.170 inwoners. De oppervlakte is 115,81 km², de bevolkingsdichtheid is 104,27 inwoners per km². Op 1 januari 2014 is de gemeente gevormd uit de voormalige gemeenten San Piero a Sieve en Scarperia.
De volgende frazioni maken deel uit van de gemeente:
Marcoiano, Petrona La Torre, Ponzalla, Sant'Agata, San Piero a Sieve, Scarperia, Cafaggiolo, Tagliaferro, Campomigliaio, Casenuove en Loli.
Scarperia e San Piero grenst aan de volgende gemeenten: Barberino di Mugello, Borgo San Lorenzo, Calenzano, Firenzuola en Vaglia.

## Bezienswaardigheden
In Scarperia e San Piero ligt het MotoGP circuit en voormalig Formule 1-Circuit Mugello, waar in 2020 de Grand Prix Formule 1 van Toscane werd gehouden.
Bagno a Ripoli · Barberino di Mugello · Barberino Tavarnelle · Borgo San Lorenzo · Calenzano · Campi Bisenzio · Capraia e Limite · Castelfiorentino · Cerreto Guidi · Certaldo · Dicomano · Empoli · Fiesole · Figline e Incisa Valdarno · Florence · Firenzuola · Fucecchio · Gambassi Terme · Greve in Chianti · Impruneta · Lastra a Signa · Londa · Marradi · Montaione · Montelupo Fiorentino · Montespertoli · Palazzuolo sul Senio · Pelago · Pontassieve · Reggello · Rignano sull'Arno · Rufina · San Casciano in Val di Pesa · San Godenzo · Scandicci · Scarperia e San Piero · Sesto Fiorentino · Signa · Vaglia · Vicchio · Vinci
1. ↑  https://demo.istat.it/?l=it.